# Molot Perm
Molot Perm (rusky Молот) je hokejový klub z Permu, který hraje Ruskou vyšší ligu ledního hokeje (2. liga po Kontinentální hokejové lize) v Rusku. Své domácí zápasy hraje na místním stadionu Dvorec Sporta Molot.